# شل، سنه مرن
شهر شل، سنه مرن (به فرانسوی: Chelles, Seine-et-Marne) در شهرستان سنه مرن در ناحیه ایل-دو-فرانس با جمعیت ۴۸٬۶۱۶ نفر در کشور فرانسه واقع شده‌است

## نگارخانه

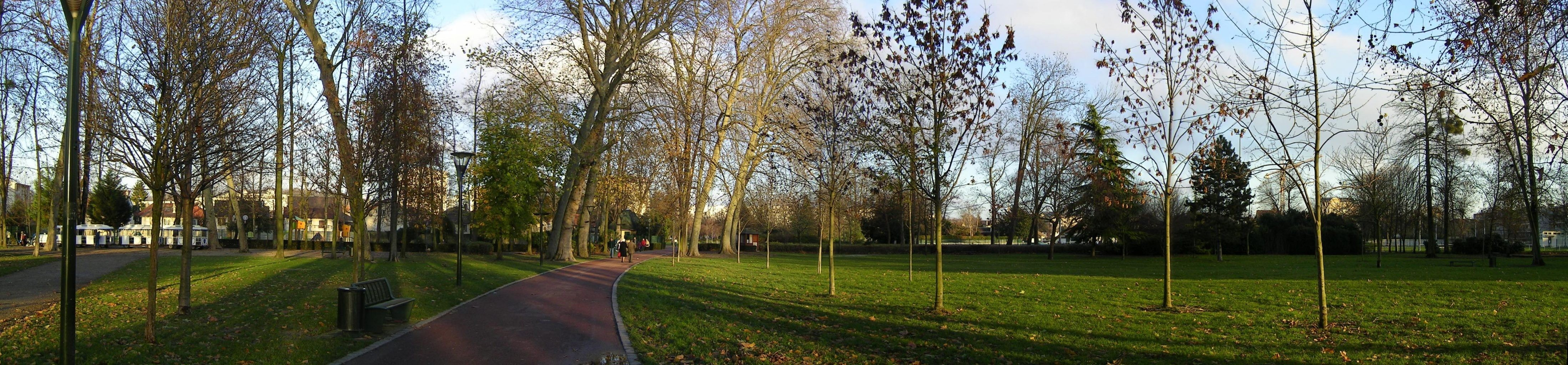